# Edward G. Jordan
Edward G. Jordan (geboren 1930; gestorben am 26. Dezember 2001 in Bend, Oregon) war ein amerikanischer Manager. Er war der erste Chairman und Chief Executive Officer von Conrail.

## Leben
Edward G. Jordan wuchs in Oakland (Kalifornien) auf. An der University of California in Berkeley graduierte er 1951 und erlangte 1953 seinen Master in Business Administration an der Stanford University.
Seine berufliche Laufbahn begann er in der Ford Motor Company, später arbeitete er bei Procter & Gamble, Booz Allen Hamilton und Hunt Food & Industries. Von 1961 bis 1968 arbeitete er bei der Avery Products Corporation. Danach hatte er eine leitende Stellung bei Computing and Software Inc. bevor er 1973 als Präsident zur Pinehurst Corporation wechselte.
US-Präsident Gerald Ford berief ihn am 18. März 1974 zum Präsidenten der United States Railway Association (USRA). Die Organisation hatte den Auftrag, eine Lösung für die kriselnde Bahnindustrie im Nordosten der Vereinigten Staaten zu finden. Er wurde schließlich vom Board der USRA zum ersten Chairman und Chief Executive Officer der neu gegründeten Auffanggesellschaft Conrail bestimmt. Am 9. Juli 1975 trat er die neue Position an. Conrail nahm am 1. April 1976 den Betrieb auf. Jordans Hauptaugenmerk lag darauf, das Unternehmen so weit zu optimieren, dass es Gewinn erwirtschaften konnte. Dies gelang ihm erstmals 1980 mit zwei profitablen Quartalen. Zum 1. Januar 1981 beendete er seine Tätigkeit bei Conrail.
Danach war er Dekan der Business School der Cornell University, musste die Tätigkeit aber nach neun Monaten auf Grund eines Krankheitsfalles in der Familie beenden. Später war er noch mehrere Jahre Präsident des American College of Financial Services in Bryn Mawr in Pennsylvania. Außerdem saß er in mehreren Aufsichtsräten (u. a. von Aramark, Pittston Company) sowie von 1995 bis 1998 in der California Transportation Commission.
Edward Jordan war verheiratet und hatte vier Kinder.